# Gelbe Welle

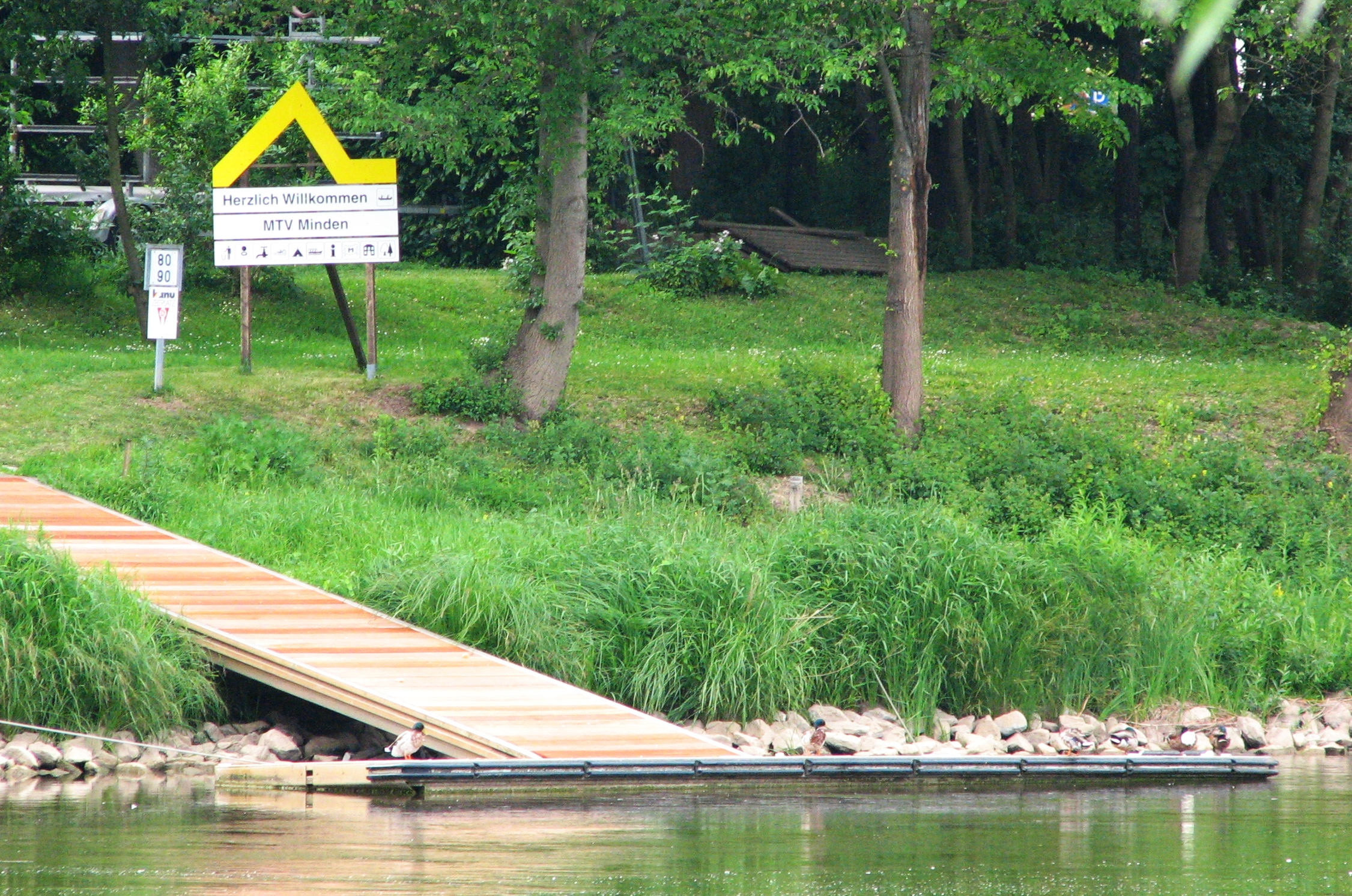
Das Signet der Gelben Welle an der Weser in Minden

Die Gelbe Welle ist ein einheitliches Informationssystem für wassertouristische Angebote in Deutschland und wird seit 2005 vom Deutschen Tourismusverband für die Kennzeichnung von Anlegestellen oder Häfen mit mindestens zwei Liegeplätzen vergeben. Ergänzt wird die Information durch ein oder mehrere Piktogramme. Die Signierung ist in Deutschland unterschiedlich weit verbreitet.

## Geschichte
Die Gelbe Welle wurde vom Tourismusverein Berlin Treptow-Köpenick im Rahmen der Expo 2000 entwickelt und auf den Flüssen und Seen in Berlin und Brandenburg erprobt. 2002 wurde das Signet zu einem touristischen Leitsystem weiterentwickelt. 2003 hat sich das Bundesland Mecklenburg-Vorpommern dem System angeschlossen.
Der Deutsche Tourismusverband Service hat die Markenrechte für dieses Symbol 2004 erworben und kennzeichnet damit bundesweit Anlegemöglichkeiten für Wassersportler, die einen klaren Hinweis auf die Art der Anlegemöglichkeiten bekommen, um so den Wasserwandersport touristisch zu unterstützen. Die Ausschilderung wird durch das Bundesministerium für Wirtschaft und Technologie, das Bundesministerium für Verkehr, Bau- und Wohnungswesen, den ADAC, den Deutschen Ruderverband, die Bundesvereinigung Kanutouristik sowie die Landestourismusorganisationen unterstützt.
Das Zeichen, das in Abstimmung mit dem Wasser- und Schifffahrtsamt und der Wasserschutzpolizei entwickelt wurde, bedingt keine rechtlichen Konsequenzen.
Die Weser ist seit 2006 als erster Fluss Deutschlands mit dem Informationssystem Gelbe Welle ausgestattet.